# Choro Mbenga
Choro Mbenga (Choro Jobe Mbenga, auch: Chorro Mbenga) ist eine gambische ehemalige Fußballspielerin, -trainerin und -funktionärin.

## Leben

### Familie
Mbengas Familie war nach eigenen Angaben maßgeblich am Aufbau des Vereins Red Scorpions beteiligt.
Ihr Bruder Des Samba Mbenga war dort ebenfalls Trainer und Teammanager, später ab 2009 Leiter des Bereichs Frauenfußball bzw. regionaler Frauenfußballkoordinator in der North Bank für die Gambia Football Federation.

### Karriere
Mbenga begann bei den Red Scorpions mit acht Jahren mit dem Fußballspielen und spielte viele Jahre für diesen Verein. Von ihren Eltern, besonders ihrem Vater, wurde sie dabei unterstützt.
2006 gehörte sie zum ersten gambischen Fußballnationalteam der Frauen, das jedoch kein vom Weltverband FIFA anerkanntes Spiel absolvierte.
Ab 2006 engagierte sie sich stärker als Trainerin als Spielerin. Im Oktober/November 2007 nahm sie gemeinsam mit Mariama Sowe in Johannesburg (Südafrika) an einer Trainierinnenausbildung teil. Ende 2007 wurde sie mit Mariama Sowea und Bubacarr Jallow (auch: Buba Jallow) damit beauftragt, ein gambisches Fußballnationalteam der Frauen zusammen zu stellen. Ab 2009 war sie dort erneut Trainerassistentin. Spätestens seit Herbst 2010 ist sie zusätzlich Cotrainerin bei der U-17-Auswahl des Frauennationalteams.
Um 2009 war sie Cotrainerin bei den Red Scorpions, spätestens ab Ende 2011 Trainerin. 2011, 2012, 2014 und 2018 gewann ihr Team den Meisterschaftstitel.
Ab Sommer 2014 bis April 2015 war sie Frauenfußballbeauftragte der Gambia Football Federation und coachte in dieser Saison nicht die Red Scorpions. In diesem Amt folgte ihr im August 2015 Sainey Sissohore.
Ab 2016 war sie wieder als Trainerin bei den Red Scorpions tätig, durfte aber ab Mai 2016 für die Saison 2016/2017 nicht als Trainerin agieren, weil sie nach einem Beschluss des GFF wegen Beleidigung des Schiedsrichterteams ausgeschlossen wurde. Im Anschluss übte sie ihren Trainerjob weiter aus.